# 周扶九
周扶九（1831年—1921年）原名周鹍，字泽鹏，号凌云，清末民初巨富，江西省吉安府庐陵县（吉安县高塘乡店下村，今属敦厚镇）人。

## 生平
周扶九四岁丧父，家境贫寒。16岁在湖南湘潭周永孚笔墨店学徒。咸丰三年（1853年）被派往广州，负责广州分店的经营。这一年店主派他前往扬州催收账款，由于这时太平天国占领南京，长江、运河航路受阻，淮盐销售不畅，收到已大为贬值的25张盐票。

### 扬州时期
战乱结束后，周开始转向盐业，进入扬州四岸公所担任会计。

#### 食盐运销
不久，周扶九用低价收购积累的盐票，自己经营运销食盐业务，在扬州开设裕通和盐号，在常德设分号，在南昌开裕康盐号，积累巨额财富。发迹后于1865年改名扶九。

#### 钱庄
随后，周扶九又兼营钱庄。在扬州与同乡萧云浦合开裕丰隆钱庄，光绪元年（1875年）聚盛钱庄开业，其中周扶九的股份占四分之一。他自己所开的裕源银号，资本在100万两以上，先后在镇江、湘潭、常德、吉安、汉口、长沙、南昌、赣州、九江、南京、芜湖、均设有分号。其中在镇江的资本仅次于李鸿章。

#### 食盐产收
周扶九不满足于食盐经销，又投资食盐产收，其盐店、盐垣遍布通州、泰州所属各场。在两淮最重要的大丰草堰场，周扶九占份额达到14%，成为扬州八大总商中实力最雄厚的一位。

#### 青莲巷19号
周扶九在扬州的宅第，建于清代晚期，位于广陵区东关街道渡江路社区青莲巷19号。2006年6月5日，作为“扬州盐商住宅”的子项目列为江苏省文物保护单位。

### 上海时期

#### 文监师路长春里
清末民初，周扶九从扬州迁居上海，将裕通和总号由扬州迁至虹口文监师路长春里（今塘沽路828弄，石库门里弄，建于1910年，5幢砖木二层，723平方米，已经拆除），改号裕记。周扶九在上海涉及地产、黄金生意。

#### 地产
当时上海商业中心在四马路、棋盘街一带，南京路一带地价还很便宜；于是周扶九在南京路中段的虹庙（保安司徒庙）一带买入许多地产。到20世纪初南京路崛起成为上海商业中心，周扶九的资产又扩大数倍。
周扶九经营地产的另一个重点城市是汉口。清末，他设立“周五常堂”，在今中山大道两侧，建成五常里（今永康里，前进四路与前进五路之间，70多栋，建于1920年，现辟为永康里街头博物馆）等里弄，数百栋房屋，1917年又在汉口英租界内湖北街（今中山大道）挂旗经租汉润里40余栋房屋。
周扶九的房产还遍及江西省的南昌、九江、吉安等地，吉安有几条街的大量房产为周扶九所建。

#### 废灶兴垦
清末民初，因苏北海岸线东移，淮南盐业产量不断下降，周扶九及时转移经营方向，1917年，联合刘安泩（字渊叔，号梯青，1876--1950，南浔巨商刘镛第三子），发起“废灶兴垦”，将盐田转产改种棉花。他邀请南通实业家张謇到草堰场组建“大丰盐垦有限公司”，将垣产作价43万元入股，又投入10万元现金认股，为最大股东，占投资总额的1/4以上。大丰公司规模亦为淮南各盐垦公司之冠。

#### 实业
同时，周扶九又与张謇合办南通纱厂，与张勋合办江西首家九江华丰纱厂，后改为久兴纱厂。民国初与江西省省长陶家瑶合股投资兴建南昌至九江的南浔铁路，又投资组建捷安轮船公司，开通吉安到南昌的客运。

#### 葬礼
民国九年（1920年），周扶九卒于上海，享年九十高龄，死后厚葬轰动上海滩。其灵堂设于长春里周公馆内，丧事耗资39万银元，出殡抬棺扛夫124名，送殡队伍长达三华里，甚至出资白银6万两买断南京路所有商铺一律关门。周家专备轮船拖运孝舟，运送灵柩至九江、南昌、吉安，回乡下葬。

## 家庭
周扶九娶有一妻三妾，六个儿子，十一个孙子女。长子、次子青年早逝，三子夭折。
- 四子周徽阁，任河南捐班侯补道。
- 五子周锡藩
- 六子周黻卿